# 福井県道217号海士坂鳥浜線
福井県道217号海士坂鳥浜線（ふくいけんどう217ごう あまさかとりはません）は福井県三方上中郡若狭町内の国道と主要地方道を結ぶ一般県道である。

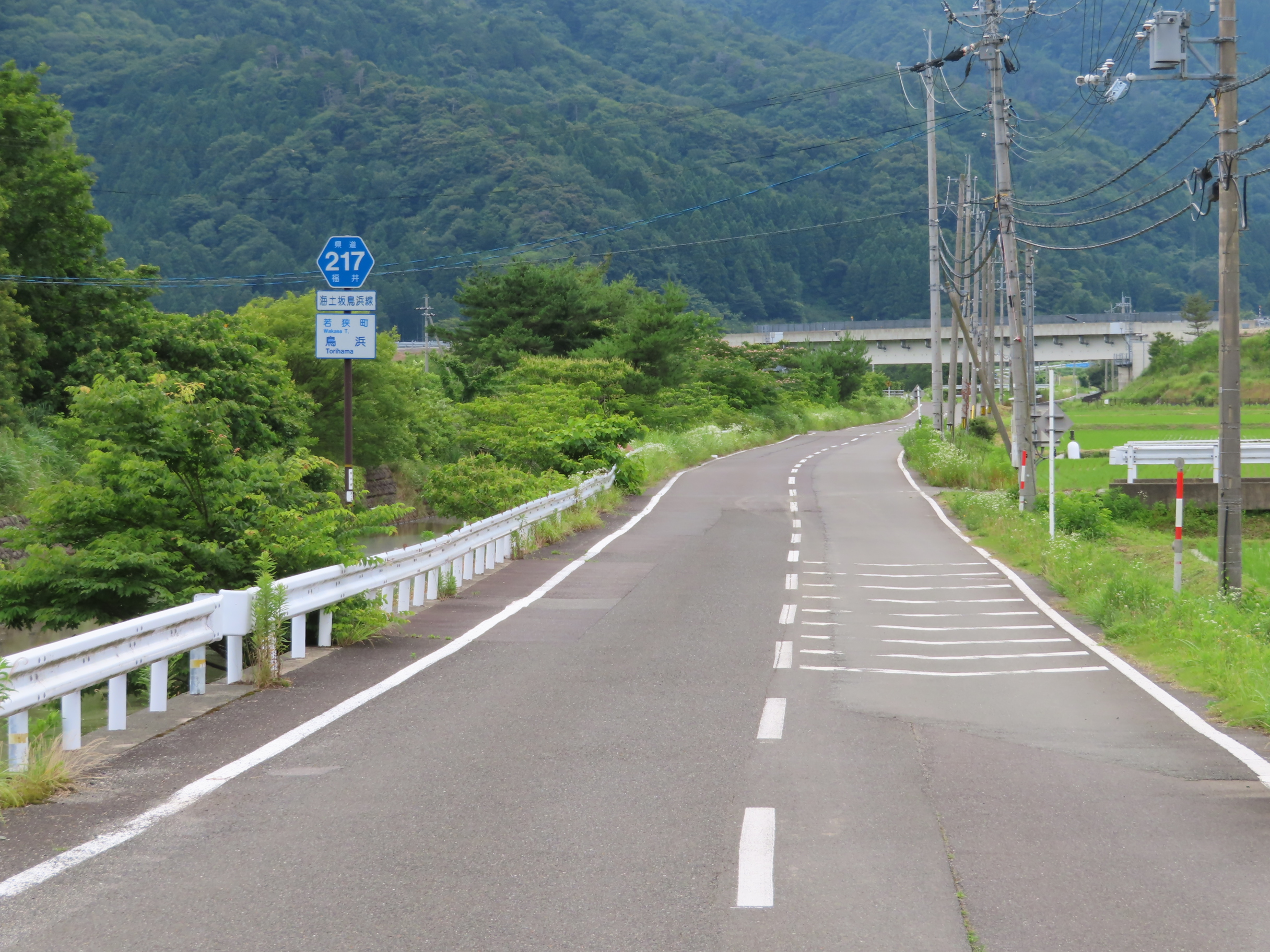
若狭町鳥浜（2023年6月）

## 路線概要
若狭町内に一箇所の分断区間を抱える点線県道である。役割としては国道162号もしくは国道27号が寸断した際、より交通が確保される側に誘導する迂回路としての役割を担っている。しかしちょうど向笠峠付近で分断しており、現在の状態では全く県道としての役割を果たせていない。現在、向笠峠の下にトンネルを貫通させる計画が進んでいる。

### 路線データ
- 起点：福井県三方上中郡若狭町海士坂
- 終点：同町鳥浜

## 道路状況
最も重要な地点で分断されている県道のため、交通量は極めて少ない。特に海士坂側は地域住民の利用のみと言っても過言ではないだろう。しかし鳥浜側は沿線に鳥浜貝塚公園があるので、ここを目指す観光客が見られる。しかし終点間際にあるため、ほんの僅かな区間しか217号を利用せず、この点がこの県道の重要なポイントとは言い難い。向笠峠のトンネルが開通するまで、利用する機会はほとんど無い県道といえるだろう。

## 通過する峠
- 向笠峠（分断区間上）

## 接続道路
- 国道162号（終点）
- 福井県道22号上中田烏線（起点）

## 沿線
- 鳥浜貝塚公園